# Ernst-Wilhelm Luthe
Ernst-Wilhelm Luthe (* 1957) ist ein deutscher Rechtswissenschaftler und ehemaliger Hochschullehrer.

## Leben
Luthe ist in Rinteln aufgewachsen. Nach dem Abitur studierte er Rechtswissenschaften und Sozialwissenschaften an der Universität Hannover. 1989 wurde Luthe an der Universität Hannover zum Doktor der Rechte promoviert. 2000 wurde er an der Universität Oldenburg habilitiert. Nach beruflichen Stationen u. a. im Dienst des Landes Hessen und des Bundesministers der Finanzen war Luthe von 1992 bis zu seiner Pensionierung im Jahr 2022 Professor für Öffentliches Recht und Sozialrecht an der Ostfalia Hochschule für angewandte Wissenschaften (Fakultät Sozialwesen), wo er auch Leiter des Instituts für angewandte Rechts- und Sozialforschung (IRS) war. Im Jahr 2010 ist Luthe zudem eine außerplanmäßige Zweitprofessur an der Carl von Ossietzky Universität Oldenburg im Department Wirtschafts- und Rechtswissenschaften übertragen worden.
Schwerpunkt seiner Arbeit sind rechtswissenschaftliche Beiträge aus den Bereichen Verfassungs-, Verwaltungs-, Sozial-, Bildungs-, Gesundheits-, Vergabe- und Europarecht. Daneben hat sich Luthe auch im sozialwissenschaftlichen Kontext betätigt, u. a. mit Arbeiten zu den Themen Bildungsnetzwerke, dezentrale Gesundheitsversorgung, Case Management und Sozialtechnologie. Er ist Gesamtherausgeber der im Verlag Springer VS erscheinenden Buchreihe „Gesundheit. Politik-Gesellschaft-Wirtschaft“ (zusammen mit John N. Weatherly).
Luthe gilt als „einer der wirklich großen akademischen Sozial- und Verwaltungsrechtler in Deutschland.“

## Schriften (Auswahl)
Als Autor
- Das Besondere Gewaltverhältnis: Selbstregulationsmodell des Öffentlichen Rechts. Lang, Frankfurt am Main 1989 (Dissertation, Universität Hannover, 1988).
- Optimierende Sozialgestaltung: Bedarf, Wirtschaftlichkeit, Abwägung. Mohr Siebeck, Tübingen 2001 (Habilitationsschrift, Universität Oldenburg, 2000/01).
- Bildungsrecht: Leitfaden für Ausbildung, Administration und Management. De Gruyter, Berlin 2003.
- Subvention, Auftragsvergabe und Entgeltvereinbarung in der kommunalen Fürsorge, in Frank (Hg.), Die Gemeinde, Mohr Siebeck. Tübingen 2007.
- mit Christa Dittmar: Das neue Fürsorgerecht in der Praxis: Anwendung der Vorschriften SGB II und SGB XII. Erich Schmidt, Berlin 2005; 3., neu bearbeitete und wesentlich erweiterte Auflage (mit Ingo Palsherm): Fürsorgerecht: Grundsicherung und Sozialhilfe. Erich Schmidt, Berlin 2013.
- Kommunale Bildungslandschaften: Rechtliche und organisatorische Grundlagen. Erich Schmidt, Berlin 2009.

Als Herausgeber
- Autonomie des Helfens. Nomos, Baden-Baden 1997.
- Sozialhilfe. Kommentar (= Sozialgesetzbuch/SGB. Gesamtkommentar. Hrsg. von Karl Hauck, Wolfgang Noftz. Bd. 12). Erich Schmidt, Berlin 2004 ff. (Loseblattsammlung).
- Rehabilitationsrecht. Erich Schmidt, Berlin 2008; 2. Auflage 2014.
- Rehabilitation und Teilhabe behinderter Menschen. Kommentar (= juris Praxiskommentar SGB IX,  zus. mit J. Kreitner). Juris, Saarbrücken; 2. Auflage 2015.
- Kommunale Gesundheitslandschaften, (Schriftenreihe „Gesundheit – Politik/Gesellschaft/Wirtschaft“, hrsg. von E.-W. Luthe und John N. Weatherly). Springer, Wiesbaden 2013.
- Kinder- und Jugendhilferecht. Kommentar (= juris Praxiskommentar SGB VIII, zus. mit G. Nellissen). Juris, Saarbrücken 2014.
- Der Rechtsstaat zwischen Ökonomie und Ökologie. Festschrift für Götz Frank zum 70. Geburtstag. Mohr Siebeck, Tübingen 2014 (zus. mit U. Meyerholt und R. Wolf).
- Kooperation und Integration – das unvollendete Projekt des Gesundheitssystems, (Schriftenreihe „Gesundheit – Politik/Gesellschaft/Wirtschaft“, hrsg. von E.-W. Luthe und John N. Weatherly). Springer, Wiesbaden 2017 (zus. mit A. Brandhorst und H. Hildebrandt).
- Assistive Technologien im Sozial- und Gesundheitssektor, (Schriftenreihe „Gesundheit – Politik/Gesellschaft/Wirtschaft“, hrsg. von E.-W. Luthe und John N. Weatherly). Springer, Wiesbaden 2021 (zus. mit S.-V. Müller und I. Schiering).